# Cotinusa cancellata
Cotinusa cancellata là một loài nhện trong họ Salticidae.
Loài này thuộc chi Cotinusa. Cotinusa cancellata được Cândido Firmino de Mello-Leitão miêu tả năm 1943.